# Diocesi di Kontagora

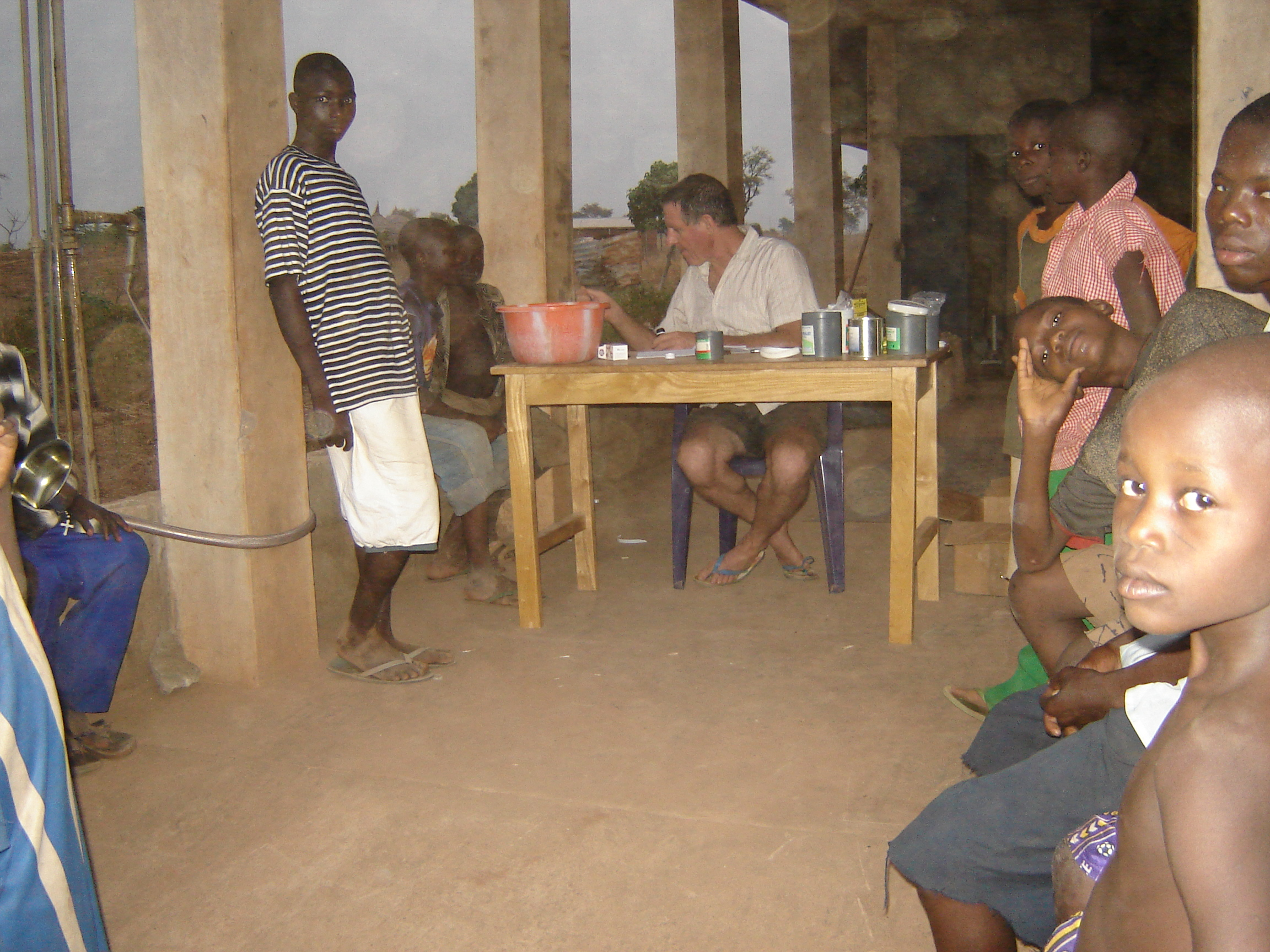
Il sacerdote missionario Billy Sheridan, S.M.A. si prende cura della salute dei giovani nella parrocchia rurale di Tungan-Gero (2006).

La diocesi di Kontagora (in latino: Dioecesis Kontagorana) è una sede della Chiesa cattolica in Nigeria suffraganea dell'arcidiocesi di Kaduna. Nel 2021 contava 75.364 battezzati su 2.675.364 abitanti. È retta dal vescovo Bulus Dauwa Yohanna.

## Territorio
La diocesi comprende parte degli stati nigeriani di Niger, Zamfara e Kebbi.
Sede vescovile è la città di Kontagora, dove si trova la cattedrale di San Michele.
Il territorio è suddiviso in 20 parrocchie.

## Storia
La prefettura apostolica di Kontagora fu eretta il 15 dicembre 1995 con la bolla Constat in finibus di papa Giovanni Paolo II, ricavandone il territorio dalle diocesi di Ilorin, di Minna e di Sokoto.
Il 21 maggio 2002 la prefettura apostolica fu elevata a vicariato apostolico. Questa elevazione fu accompagnata da un'esposizione dei principali motivi: «l'aumento del numero dei cattolici; l'apertura di una parte della popolazione al Vangelo; l'influenza negativa ed aggressiva delle sette; l'espansione dell'Islam; l'incoraggiamento per la comunità cattolica e il personale apostolico».
Il 2 aprile 2020 il vicariato apostolico è stato elevato a diocesi con la bolla Bonae Notitiae di papa Francesco.

## Cronotassi dei vescovi
Si omettono i periodi di sede vacante non superiori ai 2 anni o non storicamente accertati.
- Timothy Joseph Carroll, S.M.A. (15 dicembre 1995 - 30 aprile 2010 dimesso)[5]
- Bulus Dauwa Yohanna, dal 2 febbraio 2012

## Statistiche
La diocesi nel 2021 su una popolazione di 2.675.364 persone contava 75.364 battezzati, corrispondenti al 2,8% del totale.
| anno | popolazione | popolazione | popolazione | presbiteri | presbiteri | presbiteri | presbiteri                | diaconi | religiosi | religiosi | parrocchie |
| anno | battezzati  | totale      | %           | numero     | secolari   | regolari   | battezzati per presbitero | diaconi | uomini    | donne     | parrocchie |
| ---- | ----------- | ----------- | ----------- | ---------- | ---------- | ---------- | ------------------------- | ------- | --------- | --------- | ---------- |
| 1999 | 32.050      | 1.699.000   | 1,9         | 14         | 3          | 11         | 2.289                     |         | 11        | 17        | 7          |
| 2000 | 13.210      | 397.000     | 3,3         | 15         | 4          | 11         | 880                       |         | 11        | 17        | 7          |
| 2001 | 17.960      | 1.230.000   | 1,5         | 18         | 5          | 13         | 997                       |         | 13        | 21        | 7          |
| 2002 | 23.430      | 1.300.000   | 1,8         | 20         | 5          | 15         | 1.171                     |         | 15        | 22        | 10         |
| 2003 | 24.402      | 1.300.000   | 1,9         | 18         | 4          | 14         | 1.355                     |         | 14        | 23        | 11         |
| 2004 | 25.595      | 1.300.000   | 2,0         | 20         | 5          | 15         | 1.279                     |         | 15        | 20        | 12         |
| 2010 | 32.934      | 1.534.000   | 2,1         | 35         | 23         | 12         | 940                       |         | 12        | 18        | 12         |
| 2014 | 46.499      | 2.023.874   | 2,3         | 24         | 16         | 8          | 1.937                     |         | 8         | 30        | 14         |
| 2017 | 57.817      | 2.198.817   | 2,6         | 31         | 21         | 10         | 1.865                     |         | 10        | 29        | 17         |
| 2020 | 70.668      | 2.620.688   | 2,7         | 35         | 26         | 9          | 2.019                     |         | 9         | 30        | 20         |
| 2021 | 75.364      | 2.675.364   | 2,8         | 36         | 27         | 9          | 2.093                     |         | 9         | 31        | 20         |